# Åsa Unander-Scharin
Åsa Josefina Unander-Scharin, född 10 februari 1963, är en svensk koreograf och konstnärlig forskare och professor.
Åsa Unander-Scharin utbildade sig i dans och danspedagogik vid Danshögskolan i Stockholm med examen 1985 och därefter i koreografi med examen 1992. Hon disputerade 2008 på avhandlingen Mänsklig mekanik och besjälade maskiner: koreografiska perspektiv på mänskliga kvaliteter i kroppars rörelse vid Luleå tekniska universitet och blev docent 2013. Hon är sedan 2014 professor i musikalisk gestaltning och vetenskaplig ledare för Gränsöverskridande konst och teknik vid Luleå tekniska universitet/Avdelningen för Musik och dans i Piteå. 
Hon har koreograferat operor för Vadstenaakademien och Piteå kammaropera, bland andra Claudius och  Messalina 1989, Girello 1991,  Tokfursten 1996 och Byrgitta 2003. Hon har också gjort dansfilmer, bland andra Elevation 2003 och Artificial Body Voices 2012 för Sveriges Television.